# ГЕС Альварес-Кондарко
ГЕС Альварес-Кондарко (ісп. Alvarez Condarco) — гідроелектростанція в центральній Аргентині в провінції Мендоса. Знаходячись після ГЕС Качеута, становить нижній ступінь у каскаді на річці Мендо́са, яка тече з Анд до болота Гванакаче, що дренується праворуч до річки Сан-Хуа́н (права притока Десагуаде́ро, яка в свою чергу є лівою притокою Ріо-Колорадо, що впадає в Атлантичний океан за сотню кілометрів південніше від Баїя-Бланки).
Електростанцію Альварес-Кондарко спорудили ще у 1955 році, обладнавши її двома турбінами загальною потужністю 27,4 МВт. У 1990-х роках вирішено її модернізувати в межах масштабного проекту, який також включав перебудову верхнього ступеню. Саме у складі останнього збудована гребля, що забезпечує накопичення ресурсу, тоді як ГЕС Альварес-Кондарко живиться за рахунок відпрацьованої на ГЕС Качеута води. Остання потрапляє в нижній балансуючий резервуар, з якого може скидатись у річку або спрямовуватись до прокладеного лівобережжям дериваційного тунелю/каналу довжиною понад 6 км. Він завершується верхнім балансуючим резервуаром відкритого типу, з якого ресурс через напірні водоводи подається до розташованого за 0,4 км машинного залу.
Основне обладнання станції становлять три турбіни типу Френсіс — дві модернізовані з потужністю по 14,3 МВт та одна нова потужністю 22,8 МВт (таким чином, номінальна потужність станції становить 51,4 МВт при максимальній 54,9 МВт). При напорі у 84 метри вони забезпечують виробництво 259 млн кВт-год електроенергії на рік.
Відпрацьована вода відводиться у річку по каналу довжиною 1,4 км.
Видача продукції відбувається по ЛЕП, розрахованій на роботу під напругою 66 кВ.